# 神薙ぐ御剣
『神薙ぐ御剣』（かみなぐみつるぎ）はテーブルトークRPG(TRPG)『アルシャードガイア』のリプレイ作品。リプレイの執筆はゲームマスター（GM）でもある菊池たけし、イラストはぽぽるちゃとみかきみかこが担当している。『マジキュー』2006年9月号から2007年4月号まで連載され、2007年9月にファミ通文庫にまとめられた。

## 概要
『アルシャードガイア』のデザイナーの一人である菊池たけしが自ら手がけたリプレイ。菊池にとっては『スルトの剣』以来の『アルシャード』シリーズのリプレイとなる。基本ルールブック発売とほぼ同時期に連載が開始された。連載回数は全8回であるがセッション回数は1回である。
本作の連載開始と同時期にファミ通文庫から刊行された書き下ろしリプレイ『明日へのプロファイル』と一部の設定を連動させている。

## あらすじ
医師の姉をもつ男子中学生・功刀リョウは、姉の忘れ物を届けにやってきた病院で、一人の病弱な少女・箕輪神奈と知り合い、彼女と友達になる。彼女にもまた神威という名の姉がいて、姉妹の仲は睦まじく互いは信頼しあっていた。そして病院からの帰り道、リョウは一人の不思議な少年と出会う。彼に導かれ、リョウはクエスターしての力に覚醒し、この世界を狙う3本の奈落の魔剣の物語を知る。
一方、街では謎の女がクエスターを襲撃してシャードを奪うという事件が頻発していた。その女の手に握られているのはあの3本の魔剣のうちの一振り。そして、その襲撃者の顔には神威の面影が…

不治の病である神奈は現代の医学では治せない。

襲撃者がシャードを狙うのは奇跡の力を求めるがため。
奈落は人間の心の欲望に巣食い力を与える。
これら三つの事実が示した襲撃者の正体。クエスターたちは驚愕の真実に直面することとなる。

## 登場人物・用語

### プレイヤーキャラクター（PC）
プレイヤーによって操作するキャラクター。名前の横にカッコで記述されているのはPCの読み仮名（漢字表記の場合のみ）、プレイヤー名の順である。キャラクタークラスについてスラッシュで複数書かれている場合はマルチクラスによりクラスを複数有していることを表す。キャラクタークラスの横のレベルはそのリプレイ開始時のもの。キャラクターの初期総合レベルは6である。
功刀 リョウ (くぬぎ・‐、田中信二)
キャラクタークラス : ファイター (Lv.4) / スカウト (Lv.1) / レジェンド (Lv.1)
シャードの加護 :《トール》《ヘイムダル》《ガイア》
15歳の男子学生。リプレイ開始時では自らがクエスターであることを自覚できておらず、シャードの声を聞くことができなかった。また、魔法やマナのような神秘についても全く知らなかったため、一般人と同様の立場であった。
知覚できない結界の中で行き倒れていたアド＝水守の声を聞いたことから、自らがクエスターであることを教えられ、その直後に奈落クリーチャーの襲撃を受けたことをきっかけにクエスターとしての力に覚醒する。そして、ブルースフィアを狙う奈落の敵との戦いに否応なく巻き込まれることになった。
性格面では本作の中で唯一の常識人ともいうべき存在。本リプレイのキーパーソンNPCである箕輪姉妹と強く関わったことから、主役的なポジションとしてリプレイのストーリーの牽引役を担った。竜一郎とはこの事件の前から個人的な知り合いだったようで、「先輩」と呼んで慕っている。
のちに「襲来! コスモマケドニア!!」「美少女☆女神と黄金の林檎」でNPCとして登場。前者にて、神奈と共に成穂学園入学を目指している事が語られている。
神戸屋 るん (こうべや・‐、小暮英麻)
キャラクタークラス : アルケミスト (Lv.4) / ブラックマジシャン (Lv.2)
シャードの加護 :《ヘル》《オーディン》《オーディン》
フューネラルコンダクター社に"葬儀人”の登録をしている奈落退治人。
魔法少女を自称する不思議系美少女で、フリフリのドレスにクマミミのカチューシャをつけて、熊のぬいぐるみを模したチャンバースタッフで戦う。一人称は「るんちゃん」。プレイヤー・小暮英麻の座右の銘とも言える「萌えとイタイは紙一重」をテーマに作られたキャラ。なお、「セリフの語尾に”るん”がつく『るんちゃん語』で会話する」という設定がリプレイ冒頭でプレイヤーから述べられているが、実際のゲーム中で活かされることはなく普通に会話していた。
かつて竜一郎に窮地を救われたことがあり、それ以来、彼に一目ぼれして付きまとっている。彼への思いについては若干ストーカー気質な部分も見える。
アド＝水守 (‐・みずもり、矢薙直樹)
キャラクタークラス : ホワイトメイジ (Lv.1) / オーヴァーランダー (Lv.4) / ヴァグランツ (Lv.1)
シャードの加護 :《イドゥン》《マリーシ》《ブラギ》
ユグドラシル宇宙のどこかにある、水に覆われた海洋世界からやってきた少年。その世界の海底遺跡に封じられていた「3本の奈落の魔剣」を誤って解放してしまったことから、故郷の世界は奈落に飲まれて壊滅。3本の魔剣は新たな侵略先としてブルースフィアを目指したことから、アドはその危機を伝えるためにブルースフィアにやってきた。
長い金髪を持つ人形のような美少年で、中性的な外見を持つ。体質上、ブルースフィアの大気中では長く生活することができないという設定で、生命維持を保つスーツのようなものを着込んでおり、これが自身のシャードでもある。この生命維持スーツはイカのような外見をしており、傍目には巨大なイカの着ぐるみを着ているようにしか見えない。しかもそれはかわいらしいものではなく、リアルなイカの外見と感触をもっている。
ブルースフィアに転移してきたところで力を使い果たし、結界の中で瀕死の状態になっているところをリョウに救われる。これをきっかけにして、彼がクエスターの素質を持つことに気づき、奈落の魔剣を封ずるための協力を要請した。
名前はプレイヤーの矢薙直樹がファンだという水森亜土からとられているが、キャラクターの性格や設定に何か反映されているわけではない。ただし、アドのイラストがキャスケットを被った形で描かれているのはオマージュであると思われる。
キャラクター作成のレギュレーションでは明示されていないが、『アルシャードff』のクラスであるヴァグランツを取得している。
宮沢 竜一郎 (みやざわ・りゅういちろう、井上純弌)
キャラクタークラス : ファイター (Lv.3) / ソードマスター (Lv.3)
シャードの加護 :《トール》《トール》《タケミカヅチ》
16歳の頃に足立区は竹の塚を制覇して"生ける伝説"となった元不良少年。現在の年齢は不詳だが、学校には通っておらずフラフラしているようである。
父親は"蒼の守護者"と呼ばれた伝説のクエスター・宮沢祥吾。宮沢茉莉は妹、『希望へのコンタクト』の宮沢虎吾郎は兄にあたる。しかし様々な理由で父とは折り合いがつかず、実家から離れて暮らしている。
所持している武器は魔剣「アウターゲネス」。西洋風の大剣で、プレイヤー曰く「鞘から抜くと世界を滅びに向かわせる」とのこと。そのため、竜一郎はソードマスター（魔剣士）のクラスを持ちながらも滅多なことでは剣を抜こうとしない。事実、リプレイ中でも最後の戦闘までは剣を使おうとしなかった。

### ノンプレイヤーキャラクター（NPC）
ゲームマスターが操作するキャラクター。
箕輪 神奈 （みのわ・かんな）
不治の病で入院している少女。性格は非常におとなしい。姉の使いでたまたま病院にやってきていたリョウと知り合い、友達になる。姉の神威が大好き。
箕輪 神威 （みのわ・かむい）
神奈の姉。黒髪の長髪の美人だが男口調でしゃべる。入院中の神奈の付き添いとして付きっ切りで面倒を見ている。神奈のことを何よりも大切に思っている重度のシスコン。
元不良少女であり、かつては竜一郎と共に竹の塚一帯で暴れまわっていた。しかし神奈の病気のこともあり、竜一郎が竹の塚を制した直後、「次は北千住制圧を目指そう」と持ちかけた彼の前から姿を消した。竜一郎は神威と別れたことを機に不良を引退している。
奈落の魔剣のうちの一本に魅入られてしまい、《ガイア》のシャードが妹を救える奇跡を起こすと信じて、それを奪うため無差別にクエスター狩りをはじめた。
実は竜一郎と別れた翌年に交通事故で死んでおり、事件を引き起こしたのは神奈を強く想う神威の残留思念である。
功刀 冴子 （くぬぎ・さえこ）
リョウの姉。医者で神奈の担当医師でもある。弟に対しては結構きついらしく、リョウにとっては恐怖の対象。また、竜一郎とも知り合いであり、彼曰く「世の中でもっとも恐ろしいもの」。
宮沢 祥吾 （みやざわ・しょうご）
『明日へのプロファイル』のNPC。竜一郎の父親にして彼のコンプレックスの対象。息子よりも娘の方が可愛いという態度を臆面もなく息子に突きつけることができる娘バカな男。リプレイ中盤、竜一郎に、恵と茉莉が神威らしき人物に襲撃された事実を告げる。
西園寺 恵 （さいおんじ・めぐみ）
『明日へのプロファイル』のPCで宮沢家の同居人。《ガイア》の加護篤き「星のシャード」の所有者。それゆえに神威に狙われる。
宮沢 茉莉 （みやざわ・まつり）
『明日へのプロファイル』のPCで竜一郎の妹。父から「蒼の守護者」を受け継いだ。リプレイ中盤で恵共々神威に襲撃される。
ブラックロータス
フューネラル・コンダクター社のフィクサーであり、葬儀人たちに依頼を与える人物の一人。20代の男性で、いつもミラーシェードをかけていて表情は窺い知れない。なんらかの宗教の枢機卿でもあるらしい。

### 用語
3本の魔剣
アドの故郷の世界を滅ぼした奈落の魔剣。剣自体が自我をもっている。元々は海底遺跡に封じられていたのだが、アドの両親が遺跡を発見したことから誤って封印を解いてしまった。
それぞれの魔剣は人間に取り付くことで力を与えるが、その人物は奈落に魅入られてしまう、
なお、外見は日本刀そのもので、これはアドの世界にはないデザインとのことなので、元々がブルースフィアで生まれた存在な可能性もあるがリプレイ中ではこの謎については語られなかった。
《ガイア》の加護
レジェンドのクラスが所有するシャードの加護で、ブルースフィアそのものである母神ガイアの力を借りて「奇跡」を起こすことができる。《ガイア》で起こすことができる奇跡は「GMが認める限りいかなることも行える」であるが、逆にいえばGMが認めないことは《ガイア》では実現できない。
本リプレイでは《ガイア》では神奈の病気は治らないことになっており、それがストーリー上のポイントとなっている。
葬儀人（アンダーテイカー）
奈落退治を生業にしている者たちのこと。奈落についての知識があり、それと戦う技をもっていれば誰でも葬儀人になれるため、クエスターでなくてはいけないわけではない。葬儀人はフューネラル・コンダクター社から奈落退治の依頼を受け、報酬をもらうことで生計を立てている。
本リプレイでは神戸屋るんが葬儀人として活動している。
フューネラル・コンダクター社
世界中の様々な宗教組織が資金をだしあって設立した、奈落退治人の支援組織。奈落退治を行える人材に仕事を斡旋・サポートし、成功の暁には報酬を与えることを主な業務としている。
表向きは巨大な葬儀会社として活動しており、それが裏の仕事の資金源となっている。